# Roger Guillemin
Roger Charles Louis Guillemin (Dijon, 1924. január 11. – San Diego, Kalifornia, 2024. február 21.) francia-amerikai orvos, a neuroendokrinológia egyik alapítója. 1977-ben Andrew Schallyval és Rosalyn Sussman Yalow-val megosztva megkapta az orvostudományi Nobel-díjat "az agy peptidhormon-termelésének felfedezéséért".

## Tanulmányai
Raymond Guillemin géplakatos és felesége, Blanche Rigollot gyermekeként született. A helyi elemi iskola és líceum elvégzése után orvosnak tanult, 1942-ben a Dijoni Egyetemen BSc, 1949-ben pedig a Lyoni Egyetemen (a két intézmény ekkor közös igazgatás alatt állt) orvosdoktori fokozatot szerzett. 
A német megszállás idején részt vett az ellenállási mozgalomban és menekülteknek segített eljutni Svájcba a Jura-hegységen keresztül. Guillemin már az egyetemen is az endokrinológia iránt érdeklődött, de az egyetemi oktatás teljesen klinikai irányultságú volt, laboratóriumi munka nélkül. 
Még diplomája megszerzése előtt meghallgatta Selye János párizsi előadását, ami után felvette vele a kapcsolatot és egy rövid ideig Selye munkatársaként dolgozott a Montreali Egyetemen. Kutatásainak eredményeit felhasználni diplomamunkájához is. 1949 után egy ideig orvosként dolgozott, ám hamarosan visszatért Kanadába a korábbi laboratóriumba. 1950-ben súlyos agyhártyagyulladáson esett át. Kutatói munkája mellett 1953-ban PhD fokozatot szerzett a Montréali Egyetemen.

## Munkássága

A TRH szerkezete

1953-tól a houstoni Baylor College of Medicine munkatársaként dolgozott. Tanársegédként kezdett és 18 évig, egészen 1970-ig tanított a főiskolán. Még Selye laboratóriumában kezdte el tanulmányozni az agyalapi mirigy termelte hormonok szekrécióját, mivel azoknak nagy szerepe van a szervezet stresszre adott válaszában. 
Elképzelése (Geoffrey Harris elmélete alapján) az volt, hogy a hipotalamusz szabályozza az agyalapi hormonok kibocsátását, de mivel idegi kapcsolat alig van a két szerv között, feltételezte, hogy a szabályozás is vegyi anyagok, neurohormonok által történik. A rendkívül kis mennyiségű anyagok kutatásában Guillemin Andrew Schallyval közösen a tömegspektrométert és a Rosalyn Sussman Yalow által kidolgozott radioimmunassay eljárását is felhasználta.
A 60-as évek elején texasi munkájával párhuzamosan a párizsi Collège de France munkatársa is volt, de 1963-ban utóbbi munkájával felhagyott, amikor rábízták a Baylor College neuroendokrinológiai laboratóriumának vezetését. Ekkor már a korábbi együttműködés helyett versenyben állt Schallyval a neurohormonok felfedezéséért. 
Az évek során a mészárszékekről mintegy ötmillió db (ötszáz tonnányi) birkaagyvelőt szerzett be és hipotalamuszuk feldolgozásával 1968-ban végre ki tudta mutatni az első neurohormont, a tireotropinfelszabadító hormont (Thyrotropin-releasing hormone, TRH). Ezt követően más peptidhormonokat is izolálták és meghatározták a kémiai szerkezetüket, többek között a gonadotropinfelszabadító hormont, amelyet termékenységi problémák és prosztatarák kezelésében alkalmaznak.
1965-ben amerikai állampolgárságot kapott.
1970-ben Guillemin a kaliforniai Salk Intézetbe ment át. Itt izolálta a harmadik hormont, a szomatosztatint. Későbbi munkássága során egy másik vegyületcsoportot, a neuropeptideket (ide tartozik az endorfin is) – melyek a az idegsejtek közötti szinapszisokban hatnak – kutatta. 

## Elismerései
1977-ben Andrew Schallyval és Rosalyn Sussman Yalow-val megosztva orvostudományi Nobel-díjban részesült a neurohormonok felfedezéséért. Ezenkívül elnyerte a Gairdner Alapítvány Nemzetközi Díját (1974), az Albert Lasker-díjat az orvosi alapkutatásért (1975), a Dickson Orvostudományi Díjat(1976), a Passano Orvostudományi Díjat (1976) és a Nemzeti Tudományos Érmet (1976).

## Családja
Roger Guillemin 1951-ben feleségül vette Lucienne Jeanne Billard-t, a nővért aki súlyos betegsége idején ápolta. Hat gyermekük született, öt lány – Chantal, Claire, Helene, Elizabeth és Cecile – egy fiú, François. Guillemon lelkes városvédő, művészetpártoló – maga is fest – és nagy gyűjteménye van kortárs festményekből és 1492 előtti amerikai műtárgyakból. 